# Skeptic’s Dictionary
Das Skeptic's Dictionary (deutsch: Wörterbuch des Skeptikers), das im Internet und auch in Buchform veröffentlicht wird, ist eine Sammlung von skeptischen Essays zu sogenannten Pseudowissenschaften, paranormalen Phänomenen und okkulten Themen von Robert Todd Carroll, Philosophie-Dozent am Sacramento City College.
Die Website wurde 1994 mit weniger als 50 Einträgen gestartet und enthält mehr als 700 Stichwörter (Stand August 2012). Sie soll ein Gegengewicht zu der Masse an Veröffentlichungen paranormaler Literatur bieten und ist an Zweifler des Okkultismus gerichtet.
Im Jahr 2003 wurde das Skeptic's Dictionary als Buch im Verlag John Wiley & Sons veröffentlicht. Gedruckte Versionen des Dictionary sind außer auf Englisch auch in koreanischer, japanischer, russischer und estnischer Sprache erschienen.